# Buenaventura Belart
Buenaventura Belart y Albiñana (Tarragona, 8 de diciembre de 1830-Ivry-sur-Seine, 28 de marzo de 1862) fue un tenor español.

## Biografía
Natural de Tarragona, estudió en el Instituto de Segunda Enseñanza de Pamplona y siguió la carrera de Leyes. Aficionado a las bellas artes, cultivó el dibujo y, en especial, el canto. Cantó como tenor en Madrid, Barcelona, Sevilla, Cádiz, Granada, Lisboa, Florencia, París y Londres, entre otros lugares. En los teatros de dichas ciudades alcanzó cierta notoriedad.
Falleció en Ivry-sur-Seine, un pueblo cercano a la capital gala, en 1862.